# Huntsville (Kanada)
Huntsville – miejscowość (ang. town) w Kanadzie, w prowincji Ontario, w dystrykcie Muskoka.
Liczba mieszkańców Huntsville wynosi 18 280. Język angielski jest językiem ojczystym dla 92,9%, francuski dla 1,7% mieszkańców (2006).
W Huntsville urodziła się Dara Howell, kanadyjska narciarka dowolna, specjalizująca się w slopestyle'u i halfpipe'ie.